# Agnes Osazuwa
Agnes Osazuwa (* 26. Juni 1989 in Benin City) ist eine nigerianische Sprinterin.

## Werdegang
Ihren bisher größten Erfolg feierte sie mit dem Gewinn der Bronzemedaille in der 4-mal-100-Meter-Staffel bei den Olympischen Spielen 2008 in Peking. Die nigerianische Sprintstaffel hatte sich ursprünglich gar nicht für den Wettbewerb qualifiziert und konnte nur teilnehmen, weil Finnland kurzfristig seine Staffel zurückzog. Am 17. August 2016 wurde den russischen Läuferinnen Julia Schermoschanskaja, Jewgenia Poljakowa, Alexandra Fedoriwa und Julia Guschtschina die 2008 erworbene Goldmedaille in der 4-mal-100-Meter-Staffel wegen Dopings aberkannt. Die Medaillen von Belgien (jetzt Gold), Nigeria (jetzt Silber) und Brasilien (jetzt Bronze) wurden daraufhin aufrückend angepasst.
2010 wurde sie bei den Afrikameisterschaften in Nairobi Vierte über 100 Meter mit ihrer persönlichen Bestzeit von 11,33 s und siegte mit der nigerianischen 4-mal-100-Meter-Stafette. Beim Leichtathletik-Continental-Cup in Split wurde sie mit der afrikanischen Stafette Dritte, und bei den Commonwealth Games in Neu-Delhi erreichte sie über 100 Meter das Halbfinale und wurde Vierte mit der nigerianischen Stafette.
Bei den Weltmeisterschaften 2011 in Daegu kam sie mit dem nigerianischen Quartett auf den sechsten Platz in der 4-mal-100-Meter-Staffel.